# پایگاه هوایی فولکل
پایگاه هوایی فولکل (به انگلیسی: Volkel Air Base) (به زبان بومی: Vliegbasis Volkel) یک فرودگاه نیروی نظامی با کد یاتا UDE است که یک باند فرود آسفالت دارد و طول باند آن ۳۰۲۴ متر است. این فرودگاه در کشور هلند قرار دارد و در ارتفاع ۲۲ متری از سطح دریا واقع شده‌است.